# زلال باتورای
زلال باتورای (انگلیسی: Zelal Baturay؛ زادهٔ ۷ ژوئیهٔ ۱۹۹۶) بازیکن فوتبال اهل ترکیه است.
وی همچنین در تیم ملی فوتبال Turkey U-19 بازی کرده‌است.